# يوميكو هارا
يوميكو هارا (باليابانية: 原裕美子؛ بالكانا: はら ゆみこ) هي عداءة مراثونية يابانية، ولدت في 9 يناير 1982 في أشيكاغا في اليابان.

## وصلات خارجية
- يوميكو هارا على موقع الاتحاد الدولي لألعاب القوى (الإنجليزية)